# Фітотоксиканти
Фітотоксиканти (дав.-гр. phyton — «рослина» + toxicon — «отрута») — клас хімічних і природних речовин в рецептурованій формі, основним прикладним призначенням яких є ураження або знищення різних видів рослинності.
Фітотоксиканти широко використовувала американська армія під час війни у В'єтнамі для тотального знищення джунглів у районах стратегічно важливих об'єктів і шляхів сполучення. Крім цього, деякі види фітотоксикантів знайшли застосування в сільському господарстві для боротьби з бур'янами, видалення листя з метою прискорення дозрівання плодових культур і для дефоліації бавовнику перед збором бавовни.

## Загальний опис і класифікація
Багато фітотоксикантів мають високу стійкість і можуть, накопичуючись, зберігатися в ґрунті протягом значного терміну; окремі фітотоксиканти виявляють токсичні властивості стосовно тварин і людини.
За цільовим призначенням і характером дії на рослинність фітотоксиканти поділяють на:
- гербіциди — вражання трав'яного покриву,
- арборициди — вражання деревно-чагарникової рослинності,
- альгіциди — вражання водної флори,
- дефоліанти — знищення деревного листя,
- десиканти — висушування рослинності, що вегетує.

За ознаками дії на рослинний світ фітотоксиканти поділяють на контактні і системні. За вражальними можливостями розрізняють:
- фітотоксиканти суцільної або універсальної дії для знищення всіх видів рослинності,
- фітотоксиканти вибіркової дії для знищення окремих видів рослин.

## Застосування
Основним способом застосування є розпорошення фітотоксикантів за допомогою штатної авіатехніки, однак можливе й використання наземного розпилювального обладнання.
У збройних силах США перебувало на постачанні близько 50 видів різних фітотоксикантів, основним призначенням яких було забезпечення повсякденних потреб військових частин, наприклад: знищення небажаної рослинності на базах, навчальних полігонах, складах, арсеналах, стрільбищах тощо. Крім цього, фітотоксиканти застосовували з метою забезпечення бойових дій своїх військ для підриву продуктової бази противника, дефоліації лісів з метою демаскування його сил, баз і комунікацій тощо.
Вперше масштабно фітотоксичні сполуки в бойових цілях використали американці в 1961—1967 роках на території Південного В'єтнаму. У ті часи як табельні фітотоксиканти на озброєнні американських військ перебували три основних види рецептур, відомі під умовними назвами «помаранчевої», «білої» та «синьої». Всі ці сполуки активно застосовували для знищення сільськогосподарських посівів і рослинної маси уздовж доріг, каналів, ліній електропередач тощо, що значно полегшувало для американської авіації завдання ведення повітряної розвідки, аерофотознімання і вражання в'єтнамських об'єктів. Однак унаслідок невибіркового застосування цих речовин уражено до половини посівних площ і лісових масивів, що серйозним чином позначилося на здоров'ї місцевого населення і порушило екологічний баланс регіону.
Нині триває вдосконалення наявних і пошук нових рецептур фітотоксикантів і технічних способів їх застосування.